# Moussem
Vele Marokkaanse steden hebben een moussem, een jaarlijkse bedevaart ter ere van de plaatselijke heilige, gepaard met feestelijkheden. Nomadenstammen uit de omgeving komen samen, goederen worden gekocht, verkocht of geruild, er worden kamelen- of paardenrennen georganiseerd en huwelijken worden georganiseerd.
- Settat, de moussem van Chaouia-Ouardigha met de jeu de baroud of fantasia
- Tan-Tan, de moussem van Tan-Tan staat sinds 2005 vermeld op de Lijst van Meesterwerken van het Orale en Immateriële Erfgoed van de Mensheid